# Anderson dos Santos (cầu thủ bóng đá, sinh 1985)
Anderson dos Santos (sinh ngày 29 tháng 12 năm 1985), còn được biết với tên Kanu là một cầu thủ bóng đá người Brasil. thi đấu cho Suphanburi.

## Danh hiệu

### Buriram PEA
- Giải bóng đá Ngoại hạng Thái Lan (1): 2011
- Cúp Hiệp hội Bóng đá Thái Lan (1): 2011
- Cúp Liên đoàn Bóng đá Thái Lan (1): 2011